# Котедж

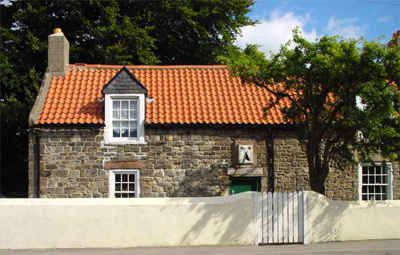
Типовий котедж

Коте́дж (англ. cottage — «сільський або міський будинок, хата») — простий одно-, півтораповерховий (на другому поверсі тільки мансарди з похилими стелями) будиночок з невеликою житловою площею (класичний котедж може складатися тільки з двох — передньої та задньої — кімнат, як українська хата-п'ятистінка) для проживання однієї родини з обов'язковою присадибною ділянкою і загальною площею більше 100 квадратних метрів.
Котедж призначений як для постійного, так і для тимчасового проживання.
В Україні існує класифікація будинків, згідно з якою вони поділяються на «економ», «бізнес» та «еліт».
Котеджі характерні для заміського пейзажу, але їх можуть зводити й у межах міст.

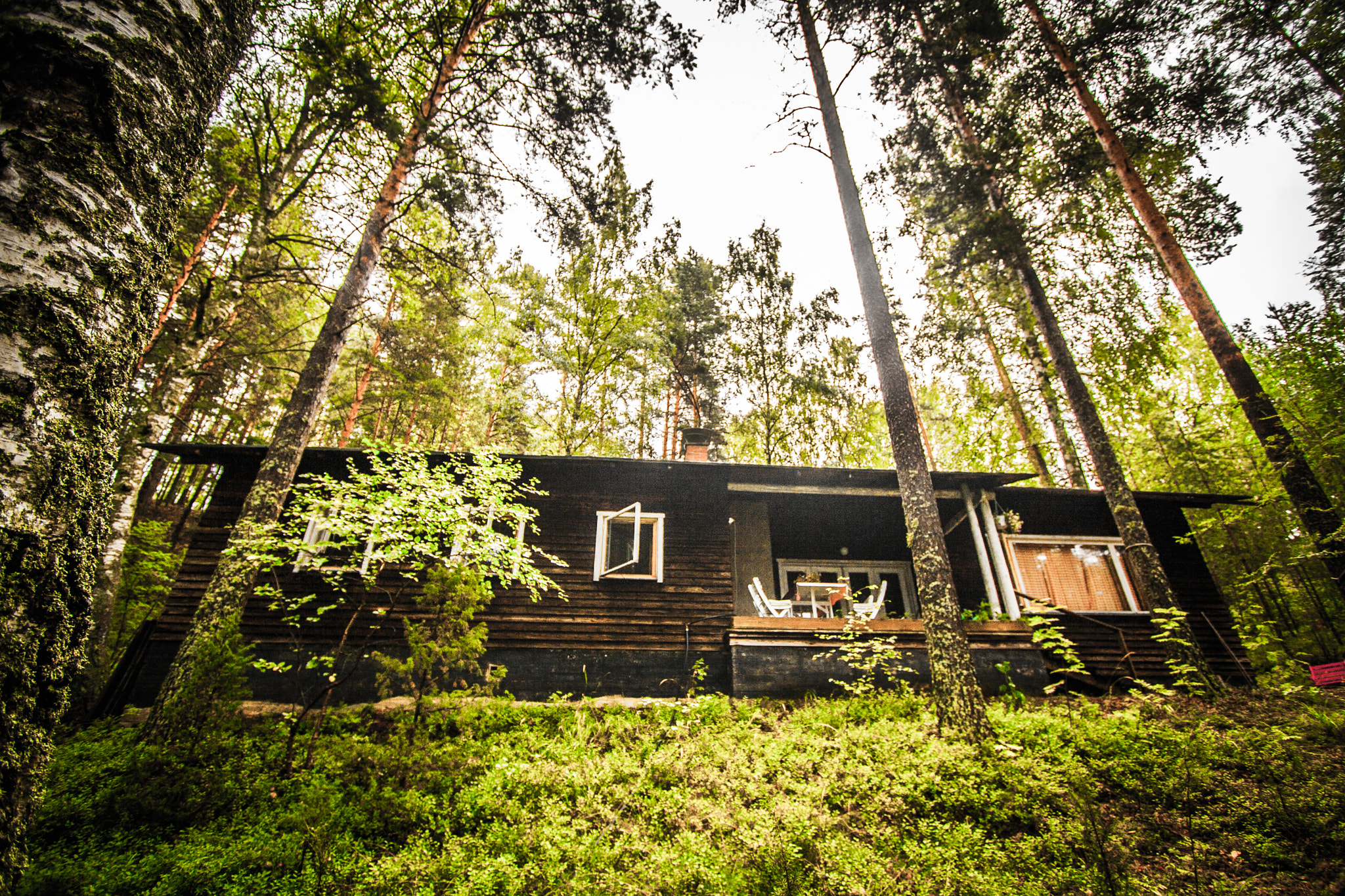
Котедж у лісі в Тайпалсаар, Фінляндія

Класичним будматеріалом є природний камінь, червона цегла. Нині, проте, велике поширення здобули котеджі з газобетону через високу ефективність цього матеріалу, а також котеджі з дерева (беручи до уваги особливості українського клімату, економічність та екологічність цього будматеріалу).
Другий поверх займає спальня, перший — вітальня, кухня, санвузол, котельня. Нерідко котедж містить гараж для легкового автомобіля, часто перероблений зі старовинної комори.
Неодмінна приналежність котеджу — камін. Камінні труби в класичному котеджі розташовуються уздовж торцевих стін споруди.
Класичний англійський котедж можна побачити у фільмі «Відпустка за обміном» — це житло героїні Кейт Вінслет.

## Історія
Слово «котедж» прийшло з Англії, де воно спочатку позначало будинок орендатора-«навспільника» — «коттера» — з коморою і присадибною ділянкою. Звідси сучасні українські котеджі нерідко виконані в англійському стилі. Котеджі набули поширення також в інших європейських країнах (переважно в скандинавських) і в США, Канаді, Австралії, Новій Зеландії, ПАР. Там котедж не є предметом розкоші, швидше служить символом середнього класу.
У СРСР котеджі будувалися головним чином у 1920-ті роки, переважно в нових заводських селищах. Однак у маєтку одного з великих князів під Санкт-Петербургом ще в XIX столітті був побудований котедж, повністю виконаний з привізних англійських матеріалів, як хвалькувато заявляв сам господар: «Без жодного російського цвяха!».
У незалежній Україні котедж, як і багато закордонних запозичень, пережив значне перетворення. На початку 90-х років ХХ ст. «котедж» став невід'ємним елементом побуту представників нової еліти. У заміській зоні поблизу шосе з'явилися котеджні містечка (котеджні селища), які правильніше було б назвати «замковими» або «палацовими». Котеджами в них є хіба що будиночки для охорони та прислуги.
Тепер в Україні немає великого міста, яке не оточували б «котеджні селища».
Тому правомірно говорити про появу терміна «український котедж» — будинок (нерідко — садиба, маєток), порівнянний за площею з британським «house» або навіть «mansion», і включає відповідну ділянку землі, а також усі необхідні «служби», серед яких — кілька справжніх котеджів, або навіть mews, «м'юз» (ряд гаражів з житловими приміщеннями над ними).
У межах Київської області розташовується понад 200 котеджних містечок. Тільки у 2019 році з'явився 21 такий проєкт.